# Vila Cova (Penafiel)
Vila Cova ist ein Ort und eine ehemalige Gemeinde (Freguesia) im portugiesischen Kreis Penafiel. Die Gemeinde hatte 813 Einwohner (Stand 30. Juni 2011).
Am 29. September 2013 wurden die Gemeinden Vila Cova und Luzim zur neuen Gemeinde Luzim e Vila Cova zusammengeschlossen. Vila Cova ist Sitz dieser neu gebildeten Gemeinde.